# Ochotnitschje (Kaliningrad)
Ochotnitschje (russisch Охотничье, deutsch Klein Ilmsdorf) ist ein Ort in der russischen Oblast Kaliningrad (Gebiet Königsberg (Preußen)). Er liegt im Rajon Prawdinsk (Kreis Friedland (Ostpri.)) und gehört zur Mosyrskoje selskoje posselenije (Landgemeinde Mosyr (Klein Gnie)).

## Geographische Lage
Ochotnitschje liegt zwölf Kilometer südöstlich der früheren Kreisstadt Snamensk (Wehlau) und 23 Kilometer nordöstlich der heutigen Rajonhauptstadt Prawdinsk (Friedland (Ostpr.)). Am westlichen Ortsrand verläuft die russische Fernstraße R 508. Die nächste Bahnstation ist in Snamensk an der Bahnstrecke Kaliningrad (Königsberg)–Gussew (Gumbinnen)–Nesterow (Stallupönen, 1938–1945 Ebenrode) zur Weiterfahrt nach Litauen.

## Geschichte
Das einstige Klein Ilmsdorf war Holzschlägerei und Forsthaus und gehörte zur Gemeinde Klein Nuhr (russisch: Suchodolje). Bis 1945 war der Ort somit dem Amtsbezirk Klein Nuhr im Landkreis Wehlau im Regierungsbezirk Königsberg der preußischen Provinz Ostpreußen zugeordnet.
Infolge des Zweiten Weltkrieges kam im Jahr 1945 das nördliche Ostpreußen – und mit ihm Klein Ilmsdorf – zur Sowjetunion. Klein Ilmsdorf erhielt 1950 den russischen Namen „Ochotnitschje“ und war bis 2009 innerhalb der seit 1991/92 russischen Oblast Kaliningrad in den Nowo-Bobruiski sowjet (Dorfsowjet Nowo-Bobruisk (Ilmsdorf)) eingegliedert. Seither ist Ochotnitschje aufgrund einer Struktur- und Verwaltungsreform eine als „Siedlung“ (possjolok) eingestufte Ortschaft innerhalb der Mosyrskoje selskoje posselenije (Landgemeinde Mosyr (Klein Gnie)) im Rajon Prawdinsk.

## Kirche
Aufgrund seiner mehrheitlich evangelischen Einwohnerschaft war Klein Ilmsdorf vor 1945 in das Kirchspiel der Pfarrkirche St. Jacobi in Wehlau (russisch: Snamensk) eingepfarrt. Es lag im Kirchenkreis Wehlau innerhalb der Kirchenprovinz Ostpreußen der Kirche der Altpreußischen Union.
Heute liegt Ochotnitschje im Einzugsbereich der in den 1990er Jahren neugegründeten Stadtgemeinde Tschernjachowsk (Insterburg), die zur Propstei Kaliningrad in der Evangelisch-Lutherischen Kirche Europäisches Russland (ELKER) gehört.